# Gili-eilanden
Met de term Gili-eilanden wordt doorgaans de tropische eilandengroep ten noordwesten van Lombok (Indonesië) aangeduid.
De groep bestaat uit de eilanden Gili Air, Gili Meno en Gili Trawangan. Gili Trawangan is het grootste eiland en bevat ook de meeste uitgaansmogelijkheden en toeristische faciliteiten. De eilanden zijn per snelboot te bereiken vanaf Bangsal en Bali.
De term "Gili" betekent in Sasak "klein eiland". Rondom Lombok liggen meer dan 25 Gili's. Voor de kust van Lembar liggen de zuidelijke Gili's waaronder Gili Nanggu en Gili Tangkong. Met de vestiging van enkele hotels krijgen deze eilanden de laatste jaren steeds meer aandacht van toeristen.

## Bevolking
De eilanden worden vooral bevolkt door Sasak, vissers van het nabijgelegen Lombok die leven van toerisme en visserij.

## Koraal
Alle eilanden staan bekend om hun duikmogelijkheden. Door een constante watertemperatuur van 30 graden Celsius zijn er veel soorten vissen - waaronder haaien - aan te treffen. Door dynamietvissen is een aantal jaar geleden het aanwezige koraal rondom Lombok verwoest. Het Gili Eco Trust probeert de schade te herstellen met het project Biorock, dat gebruikmaakt van onder andere elektriciteit om koraal weer snel aan te laten groeien.

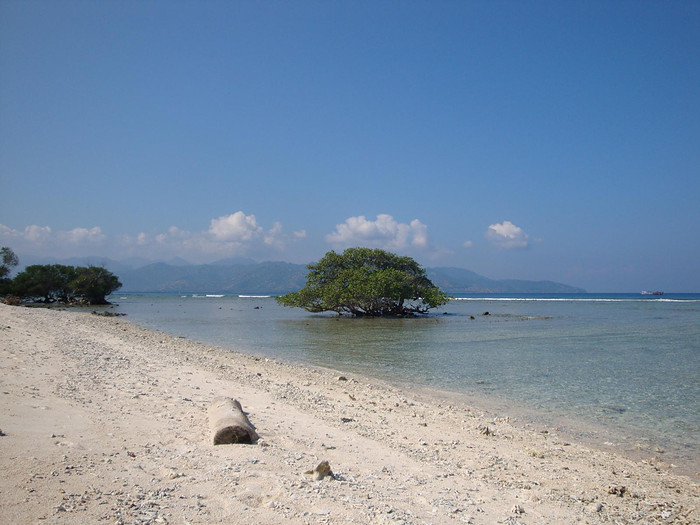
Uitzicht op Lombok vanaf Gili Trawangan.

## Vervoer
Er is geen gemotoriseerd vervoer op de eilanden, behalve elektrische scooters. De korte afstanden over land worden te voet, per fiets of cidomo afgelegd. De eilanden zijn alleen bereikbaar over zee en worden bezocht door een verscheidenheid aan snelle boten die verschillende routes vanaf Bali uitvoeren.
Er zijn een reeks directe snelle bootdiensten van Bali en Speed Boat van Lombok naar de Gili-eilanden, die ook allemaal dienst doen op Lombok, en waarvan er een aantal langs Nusa Lembongan onderweg gaan.